# Kevin Berlín
Kevin Berlín Reyes (ur. 25 kwietnia 2001 w Veracruz) – meksykański skoczek do wody, olimpijczyk z Tokio 2020 i z Paryża 2024, brązowy medalista mistrzostw świata i mistrz igrzysk panamerykańskich.

## Udział w zawodach międzynarodowych
| Impreza                  | Rok  | Miejsce   | Konkurencja                        | Wynik  | Wynik   |
| Impreza                  | Rok  | Miejsce   | Konkurencja                        | Punkty | Miejsce |
| ------------------------ | ---- | --------- | ---------------------------------- | ------ | ------- |
| Igrzyska olimpijskie     | 2020 | Tokio     | wieża 10 m synchronicznie mężczyzn | 407.31 | 4.      |
| Igrzyska olimpijskie     | 2024 | Paryż     | wieża 10 m indywidualnie           | 420.65 | 9.      |
| Igrzyska olimpijskie     | 2024 | Paryż     | wieża 10 m synchronicznie          | 418.65 | 4.      |
| Mistrzostwa świata       | 2017 | Budapeszt | wieża 10 m synchronicznie mężczyzn | 378.48 | 10.     |
| Mistrzostwa świata       | 2019 | Gwangju   | wieża 10 m indywidualnie           | 361.85 | 18.     |
| Mistrzostwa świata       | 2019 | Gwangju   | wieża 10 m synchronicznie mężczyzn | 400.71 | 7.      |
| Mistrzostwa świata       | 2023 | Fukuoka   | wieża 10 m synchronicznie          | 434.16 | brąz    |
| Mistrzostwa świata       | 2024 | Doha      | wieża 10 m indywidualnie           | 389.25 | 10.     |
| Mistrzostwa świata       | 2024 | Doha      | wieża 10 m synchronicznie mężczyzn | 390.87 | 4.      |
| Igrzyska panamerykańskie | 2019 | Lima      | wieża 10 m indywidualnie           | 500.35 | złoto   |
| Igrzyska panamerykańskie | 2019 | Lima      | wieża 10 m synchronicznie mężczyzn | 431.10 | złoto   |